# Neohirasea cochinchinensis
Neohirasea cochinchinensis är en insektsart som först beskrevs av Ludwig Redtenbacher 1908.  Neohirasea cochinchinensis ingår i släktet Neohirasea och familjen Phasmatidae. Inga underarter finns listade i Catalogue of Life.